# Design de livros

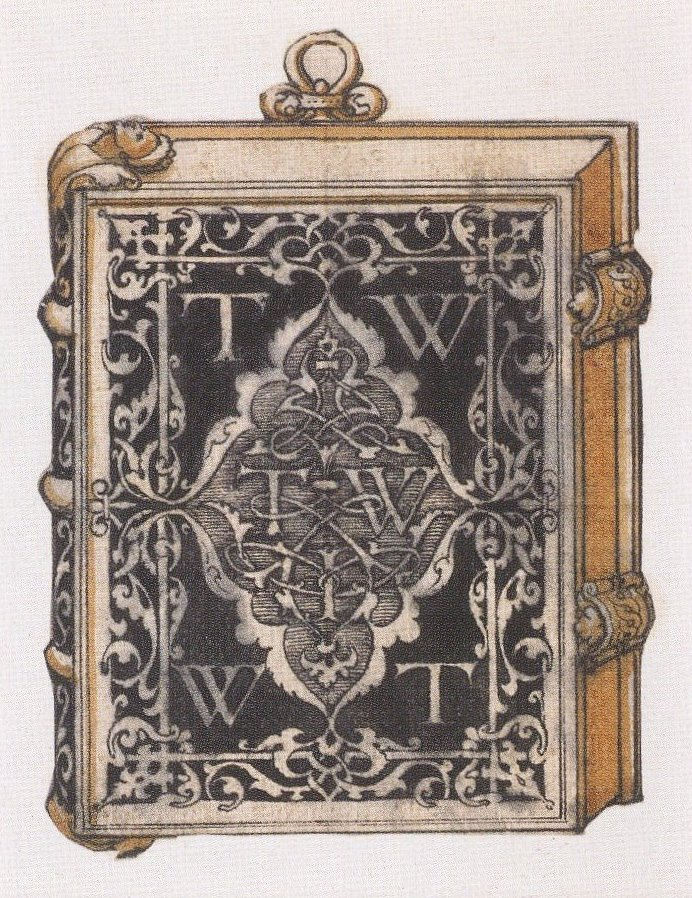
Desenho para a capa metálica de um livro, feito por Hans Holbein the Younger

Design de livros é a arte de incorporar o conteúdo, estilo, formato, design, e a sequência de vários componentes de um livro em um todo coerente.
A produção gráfica de livros pode ser considerada uma das primeiras atividades na História do Design Gráfico. Livros eram, no início, patrocinados pela Igreja Católica, e seus primeiros produtores foram os monges copistas do século IX que copiavam escrituras em pergaminhos. Nota-se que quando a produção do livro deixou de ser manuscrita para impressa, em um primeiro momento, procurou-se imitar o que era feito manualmente. O designerJan Tschichold procurou, em meados do século XX, resgatar a tradição desses trabalhos artesanais, investigando a lógica projetual por trás de modelos manuscritos, medievais e renascentistas. Tchischold descobriu que a maioria dos livros eram projetados usando as proporções 2:3:4:6 para as dimensões das margens internas, topo, externas e inferiores. O Designer percebeu também que a altura da mancha de texto era a mesma da largura da página e encontrou recorrentes proporções de 2:3 entre altura e largura de página. A proporção pesquisada por Tchischold e descrita no livro A forma do livro é a razão áurea utilizada inclusive por Gutenberg.
Outro designer que procurou estabelecer e criar proporções e sistemas de grades, tornando-se referência para o design de livros no pós segunda guerra foi Josef Müller-Brockmann.
De acordo com os princípios de Jan Tschichold, Design de livros possui uma série de métodos e regras que tem sido desenvolvidas ao longo de séculos. Para esse designer, para produzir livros perfeitos algumas regras devem ser resgatadas e aplicadas. Richard Hendel descreve design de livros como um "sujeito misterioso" e ressalta a necessidade de um contexto para entender o que ele significa.

## Componentes de um livro

### Elementos físicos[4]
- Lombada: De acordo com o tipo de encadernação, as páginas podem ser grampeadas, coladas ou costuradas.
- Cabeceado: Pedaço de tecido, em geral algodão ou seda, que é colado na lombada de um livro de capa dura.
- Charneira: Tira de pano ou couro para formar a guarda-espelho.
- Capa: Pode ser feita de papel cartão, revestida ou não, de papel ou outro material. Pode ser colada, grampeada ou costurada com o miolo.
- Guardas: Folhas de papel dobradas ao meio com a finalidade de prender o miolo do livro na capa dura. Uma folha se prende à frente e outra na parte de trás do livro. As guardas podem ou não, ser impressas de modo a apresentar uma textura, ilustração, etc.
- Quarta capa: Verso da capa.
- Guarda branca: Folha sem impressão que faz parte do caderno.
- Caderno: Composto por folhas impressas e dobradas que formam múltiplos de 4 páginas, que juntos são encadernados e formam o miolo do livro.

## Estrutura do livro

### Matéria pré-textual
Matéria pré-textual ou páginas preliminares (Front matter) é a primeira parte do livro e normalmente é a menor em quantidade de páginas. As páginas podem ser numeradas em números romanos minúsculos. Cada página é contada; mas não pode não possuir fólio ou números de páginas impressas, podem se apresentar em branco.[carece de fontes?]
Os elementos pré-textuais de um livro geralmente aparecem apenas no primeiro volume de uma edição de vários volumes, no entanto, alguns elementos como sumário e índice podem aparecer em cada volume.
A seguinte tabela ajudará a distinguir alguns diferentes elementos pré-textuais (em inglês: front matter):
| Nome                          | Quem                                              | Finalidade |
| ----------------------------- | ------------------------------------------------- | --- |
| Folha de rosto                | Editora                                           | Repete-se o título e autor como impressos na capa ou na lombada. |
| Colofão                       | Impressos                                         | Informações técnica tais como data de impressão, copyrights, tipografia e nome e endereço do impressor (ou gráfica). Em livros modernos geralmente aparece no verso da folha de rosto, mas em alguns livros aparece no final.(em inglês: Back matter). |
| Índice de conteúdo ou Sumário | Editor                                            | Essa é uma lista com os títulos de capítulos e seus subtítulos com respectivos números de páginas. Isso inclui todos os elementos listados abaixo junto com os capítulos in the body matter and back matter.                                           |
| Prefácio                      | Texto de algum escritor, que não o autor do livro | Em geral, o prefácio indicará alguma relação entre o escritor do prefácio e o texto, ou entre o autor do texto. Um prefácio de edições posteriores de um trabalho, geralmente explica as diferenças das novas edições em relação as anteriores.        |
| Introdução                    | O autor                                           | A introdução geralmente trata da história de como surgiu o livro, ou como ele foi desenvolvido, e é muitas vezes seguida por agradecimentos. |
| Agradecimentos                | O autor                                           | Muitas vezes pode vir como parte da introdução em vez de uma seção separada em que se credita aqueles que contribuiram para a criação do livro. |
| Introdução                    | O autor                                           | A seção que orienta o leitor dos propósitos e objetivos do texto que segue. |
| Dedicatória                   | O autor                                           | A página de dedicatória antecede o texto, na qual o autor indica a quem dedicou o livro. |
| Prólogo                       | O narrador ou outro personagem do livro           | Um prólogo é a abertura da história. |

### Corpo principal da obra
A estrutura de uma obra (e especialmente do conteúdo principal) é frequentemente disposto hierarquicamente.
- Volumes
Um volume é um conjunto de páginas encadernadas.  Dessa maneira, cada trabalho pode ser um único volume ou dividido em mais volumes.
- Capítulos e seções
Um capítulo ou seção pode conter uma parte ou o livro. Ambos, capítulos e seções são usados no mesmo trabalho, as seções geralmente são maiores e contém os capítulos.

### Matéria pós-textual
A matéria pós-textual (em inglês: back matter), se usada, normalmente possui alguns dos seguintes itens:
| Nome               | Quem                                    | Finalidade |
| ------------------ | --------------------------------------- | --- |
| Epílogo            | O Narrador ou algum personagem do livro | Este texto aparece no fim de uma obra literária e geralmente é utilizado para finalizar o trabalho. |
| Extro or Outro     |                                         | É a conclusão da obra, dessa maneira, oposta à introdução. |
| Posfácio           | O autor ou outro escritor real          | Um posfácio geralmente trata da história de como o livro veio a existir ou como a ideia foi desenvolvida. |
| conclusão          | O autor                                 | |
| Pós-escrito        |                                         | |
| Apêndice ou Adendo | O autor                                 | Suplemento adicional de um dado trabalho que pode corrigir erros, explicar inconsistências ou atualizar informações do texto principal.                                                                                        |
| Glossário          | O autor                                 | O glossário consiste em um conjunto de definições ou palavras relevantes da obra. O glossário é composto em ordem alfabética. As entradas podem trazer lugares ou personagens o que pode ser comum em longas obras ficcionais. |
| Bibliografia       | O autor                                 | Nesta seção encontram-se todas as obras consultadas que foram utilizadas na redação do texto. É mais comum em livros de não ficção ou em trabalhos acadêmicos.                                                                 |
| Índice remissivo   | Editor                                  | Índice ou Index é a lista de termos usados no texto, disposta com o número da página de cada termo para facilitar a busca e mostrar onde pode-se encontrá-lo no texto. Índices são comuns em obras de não ficção.              |
| Colofão            | Editor                                  | Breve descrição da produção gráfica da obra que pode incluir o logotipo do impressor (gráfica). Pode ser encontrada no fim do livro ou no verso da página de rosto.                                                            |

## Capa, lombada, contra capa e sobre-capa

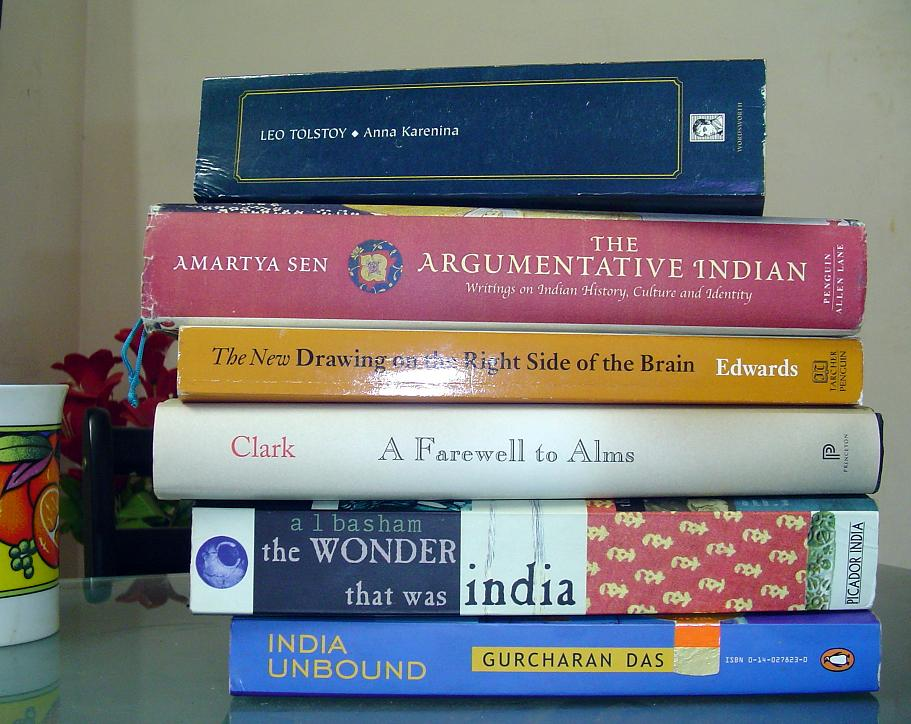
A lombada do livro é um importante aspecto do design do livro, sobretudo em relação ao design da capa. Quando os livros estão empilhados ou armazenados em uma prateleira, o detalhes da lombada é única superfície visível que contém as informações sobre o livro. Em uma livraria, frequentemente os detalhes da lombada são os que primeiramente atraem.

A capa é a frente do livro e, se projetada apropriadamente pelo texto e/ou gráficos de forma a identificá-lo, é considerada o começo do livro. A capa geralmente contém pelo menos o título e/ou autor, e muitas vezes uma ilustração apropriada ao tema da obra.
No interior da capa, estendendo-se para a página seguinte é a frente (endpaper) por vezes referido como FEP. A metade livre do papel final é chamada de guarda. Tradicionalmente, nos livros encadernados a mão, a guarda era apenas uma folha de papel em branco ou ornamentada para mascarar e reforçar a ligação entre a capa e o miolo do livro. Nas publicações modernas, pode ser simples, como ou ornamentada e ilustrada como em livros de imagem, ilustrados ou de arte.
A lombada é o lado vertical do livro onde se ligam capa e miolo. Os livros, em geral ficam acondicionados em uma prateleira na posição vertical, sendo assim a parte visível do livro na estante é a da lombada, a qual é imprescindível informações como o título e o autor da obra. Em livros publicados e / ou impressos nos Estados Unidos, o texto da lombada, são posicionados de cima para baixo, com o lado direito para cima. Na Europa,  o texto da lombada é, tradicionalmente é executado de baixo para cima, embora essa convenção venha mudando recentemente A Lombada contém normalmente todos, ou alguns, dos quatro elementos textuais na seguinte ordem: (1) autor, editor ou compilador; (2) título, (3) editora, e (4) o logotipo editor.
No interior da contra capa, também há a presença de folhas de guarda. Seu design combina com a guarda frente que pode ser de papel comum ou ornamentado.
Na  contra capa muitas vezes encontra-se matéria biográfica sobre o autor ou editor, e citações de outras fontes como resenhas ou frases de críticos que elogiam o conteúdo do livro. Pode também conter um resumo ou uma descrição do livro.

## Encadernação

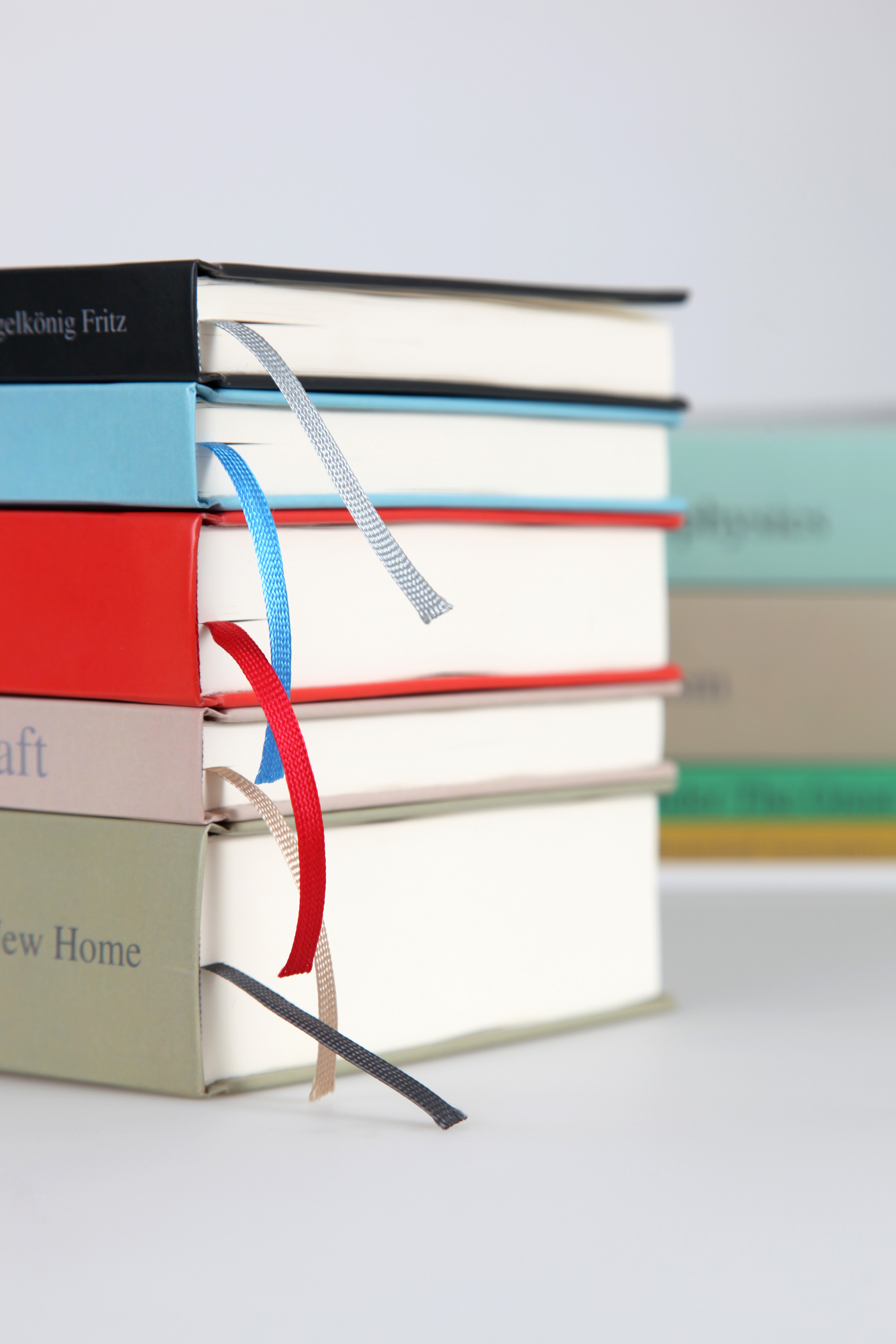
A Livros de Capa dura ou Hardcover

A Livros de Capa mole, brochura,ou paperback, acabamento típico de livros de bolso

Livros são em geral classificados sob duas categorias de acordo com a natureza física da encadernação. A designação Capa dura (or hardback) refere-se a livros com capas rígidas em oposição às capas flexíveis (encadernação brochura comum em livros de bolso). A encadernação da capa do livro inclui pranchas de papel cobertas de tecido, couro, papel ou outros materiais. A ligação das páginas (cadernos) com a capa pode ser costurada, no caso dos livros de capa dura, ou coladas, em livros de bolso, ou brochura.
Um método mais econômico é o usado em edições brochura ou livro-de-bolso (em inglês, paperback, softback ou softcover). Grande parte dos livros de bolso tem capa de papel ou de um fino papel cartão, além de outros materiais como plástico podem ser usados. As capas são flexíveis e geralmente coladas ao miolo.

## Página Dupla

Página dupla com mancha gráfica de texto clássica J. A. van de Graaf's construction e margens proporcionais.

A unidade a qual se baseia o layout do miolo do livro, pelo menos com relação à disposição do texto, é a página espelhada ou página dupla. A página da esquerda e a página da direita tem o mesmo tamanho e proporção, e meio de ambas, o vão da encadernação.
A possível disposição do texto em uma página é determinada pela área de impressão (mancha gráfica) e é também um elemento no desenho da página do livro. Claramente, deve haver espaço suficiente para a encadernação, para que o texto não desapareça na encadernação do livro, ou seja, deve-se calcular e projetar margens generosas.
As margens externas à mancha gráfica que estruturam o livro devem ter tamanho apropriado, tanto prático (no momento em que se segura o livro), quanto estético (para não sufocar a página).

### Mancha Gráfica
A mancha gráfica (em inglês: print space e em alemão Satzspiegel) é um termo tipográfico e determina a área impressa de um trabalho, livro, jornal ou outro trabalho impresso. A mancha gráfica é limitada pelas margens que a circundam.
O termo é originário da impressão tipográfica.

## Outras leituras
- Hendel, Richard, On Book Design. New Haven: Yale University Press, 1998. ISBN 0-300-07570-7.
- Hochuli, Jost, and Robin Kinross, Designing Books: Practice and Theory. London: Hyphen Press, 1996. ISBN 0-907259-08-1.
- Bruno, Michael H., Pocket Pal: The Handy Little Book of Graphic Arts Production. 19th Edition. Memphis, TN: International Paper, 2003. ISBN 0-88362-488-5.
- Lee, Marshal, Bookmaking: Editing, Design, Production. Third Edition. New York [etc.]: W. W. Norton and Company, 2004. ISBN 0-393-73018-2.
- Lommen, Mathieu, The book of books: 500 years of graphic innovation. London: Thames & Hudson, 2012. ISBN 0-500-51591-3.
- University of Chicago Press,The Chicago Manual of Style, 15th ed. Chicago, Ill.: University of Chicago Press, 2003. ISBN 0-226-10403-6 (hardcover): ISBN 0-226-10405-2 (hardcover with CD-ROM): ISBN 0-226-10404-4 (CD-ROM).
- University of Chicago Press, The Chicago Manual of Style, 15th ed., Online ed. (Chicago: Released September 29.)